# Liste der Hauptgestüte Preußens
Die ist eine Liste der fünf Hauptgestüte Preußens, die zu den Einrichtungen der „Preußischen Gestütsverwaltung“ gehörten:
- Hauptgestüt Trakehnen[2]

- Hauptgestüt Graditz[3]

- Hauptgestüt Neustadt an der Dosse[4]

- Hauptgestüt Beberbeck[5]

- Hauptgestüt Altefeld[3]